# Selección femenina de fútbol de Vietnam
La selección femenina de fútbol de Vietnam (en vietnamita: Đội tuyển bóng đá nữ quốc gia Việt Nam) es un equipo de fútbol femenino que representa Vietnam y controlado por la Federación de Fútbol de Vietnam (VFF).
El equipo nacional de fútbol de Vietnam se ha convertido en uno de los equipos más poderosos del sudeste asiático desde 2000. Han participado nueve veces en la Copa Asiática Femenina de la AFC desde 1999, han ganado el Campeonato Femenino AFF de 2006 y 2012. También han ganado cinco medallas de oro en los Juegos SEA 2001, 2003, 2005, 2009 y 2017. Su mejor resultado es el cuarto lugar en los Juegos Asiáticos de 2014. 
Hizo historia al clasificar a la Copa Mundial Femenina de Fútbol de 2023 tras ganar su repechaje en la Copa Asiática Femenina de la AFC de 2022, llevando a Tailandia y China-Taipei a la Repesca para la Copa Mundial Femenina de Fútbol de 2023, esta es la primera vez que Vietnam se clasifica para la Copa Mundial Femenina de Fútbol.

## Estadísticas

### Copa Mundial Femenina de Fútbol
| Edición                        | Resultado      | Posición     | PJ           | PG           | PE           | PP           | GF           | GC           |
| ------------------------------ | -------------- | ------------ | ------------ | ------------ | ------------ | ------------ | ------------ | ------------ |
| China 1991                     | No participó   | No participó | No participó | No participó | No participó | No participó | No participó | No participó |
| Suecia 1995                    | No participó   | No participó | No participó | No participó | No participó | No participó | No participó | No participó |
| Estados Unidos 1999            | No participó   | No participó | No participó | No participó | No participó | No participó | No participó | No participó |
| Estados Unidos 2003            | No clasificó   | No clasificó | No clasificó | No clasificó | No clasificó | No clasificó | No clasificó | No clasificó |
| China 2007                     | No clasificó   | No clasificó | No clasificó | No clasificó | No clasificó | No clasificó | No clasificó | No clasificó |
| Alemania 2011                  | No clasificó   | No clasificó | No clasificó | No clasificó | No clasificó | No clasificó | No clasificó | No clasificó |
| Canadá 2015                    | No clasificó   | No clasificó | No clasificó | No clasificó | No clasificó | No clasificó | No clasificó | No clasificó |
| Francia 2019                   | No clasificó   | No clasificó | No clasificó | No clasificó | No clasificó | No clasificó | No clasificó | No clasificó |
| Australia y Nueva Zelanda 2023 | Fase de grupos | 32.º         | 3            | 0            | 0            | 3            | 0            | 12           |
| Total                          | 1/9            | 32.º         | 3            | 0            | 0            | 3            | 0            | 12           |

## Jugadoras

### Última convocatoria
Jugadoras convocadas para la Copa Mundial de 2023.
Entrenador:  Mai Đức Chung
| No. | Pos. | Jugadora              | Fecha de nacimiento (edad)         | Apa. | Goles | Club              |
| --- | ---- | --------------------- | ---------------------------------- | ---- | ----- | ----------------- |
| 1   | POR  | Đào Thị Kiều Oanh     | 25 de enero de 2003 (20 años)      | 0    | 0     | Hanoi             |
| 2   | DEF  | Lương Thị Thu Thương  | 1 de mayo de 2000 (23 años)        | 23   | 0     | Than KSVN         |
| 3   | DEF  | Chương Thị Kiều       | 19 de agosto de 1995 (27 años)     | 89   | 5     | Ho Chi Minh City  |
| 4   | DEF  | Trần Thị Thu          | 15 de enero de 1991 (32 años)      | 32   | 2     | Ho Chi Minh City  |
| 5   | DEF  | Hoàng Thị Loan        | 6 de febrero de 1995 (28 años)     | 41   | 2     | Hanoi             |
| 6   | DEF  | Trần Thị Thúy Nga     | 2 de noviembre de 1994 (28 años)   | 4    | 0     | Thai Nguyen T&T   |
| 7   | MED  | Nguyễn Thị Tuyết Dung | 13 de diciembre de 1993 (29 años)  | 119  | 54    | Phong Phu Ha Nam  |
| 8   | MED  | Trần Thị Thùy Trang   | 8 de agosto de 1988 (34 años)      | 60   | 7     | Ho Chi Minh City  |
| 9   | DEL  | Huỳnh Như             | 28 de noviembre de 1991 (31 años)  | 103  | 67    | Länk Vilaverdense |
| 10  | DEF  | Trần Thị Hải Linh     | 8 de junio de 2001 (22 años)       | 18   | 0     | Hanoi             |
| 11  | MED  | Thái Thị Thảo         | 12 de febrero de 1995 (28 años)    | 46   | 12    | Hanoi             |
| 12  | DEL  | Phạm Hải Yến          | 9 de noviembre de 1994 (28 años)   | 76   | 39    | Hanoi             |
| 13  | DEF  | Lê Thị Diễm My        | 6 de marzo de 1994 (29 años)       | 14   | 0     | Than KSVN         |
| 14  | POR  | Trần Thị Kim Thanh    | 18 de septiembre de 1993 (29 años) | 48   | 0     | Ho Chi Minh City  |
| 15  | DEL  | Nguyễn Thị Thúy Hằng  | 4 de marzo de 2000 (23 años)       | 16   | 5     | Than KSVN         |
| 16  | MED  | Dương Thị Vân         | 20 de diciembre de 1994 (28 años)  | 69   | 14    | Than KSVN         |
| 17  | DEF  | Trần Thị Thu Thảo     | 15 de enero de 1993 (30 años)      | 44   | 3     | Ho Chi Minh City  |
| 18  | DEL  | Vũ Thị Hoa            | 6 de noviembre de 2003 (19 años)   | 6    | 0     | Hanoi             |
| 19  | MED  | Nguyễn Thị Thanh Nhã  | 25 de septiembre de 2001 (21 años) | 28   | 7     | Hanoi             |
| 20  | POR  | Khổng Thị Hằng        | 10 de octubre de 1993 (29 años)    | 29   | 0     | Than KSVN         |
| 21  | MED  | Ngân Thị Vạn Sự       | 29 de abril de 2001 (22 años)      | 27   | 6     | Hanoi             |
| 22  | DEF  | Nguyễn Thị Mỹ Anh     | 27 de noviembre de 1994 (28 años)  | 25   | 0     | Thai Nguyen T&T   |
| 23  | MED  | Nguyễn Thị Bích Thùy  | 1 de mayo de 1994 (29 años)        | 64   | 13    | Ho Chi Minh City  |